# Bahnstrecke Suchdol nad Odrou–Budišov nad Budišovkou
| Kursbuchstrecke (SŽ): | 276                  |                                          |                                          |
| Streckenlänge: | 39,026 km            |                                          |                                          |
| Spurweite: | 1435 mm (Normalspur) |                                          |                                          |
| Streckenklasse: | C3                   |                                          |                                          |
| Maximale Neigung: | 25 ‰                 |                                          |                                          |
| Streckengeschwindigkeit: | 60 km/h              |                                          |                                          |
| |                      |                                          |                                          |
| \| \| \| von Petrovice u Karviné (vorm. KFNB) \| \| \| \| \| von Fulnek (vorm. KFNB) \| \| \| \| \| von Nový Jičín (vorm. Neutitscheiner LB) \| \| \| \| -0,016 \| Suchdol nad Odrou früher Zauchtel \| Suchdol nad Odrou früher Zauchtel \| \| \| \| nach Břeclav (vorm. KFNB) \| \| \| \| 5,039 \| Mankovice früher Mankendorf \| Mankovice früher Mankendorf \| \| \| \| Dálnice D1 \| \| \| \| 10,283 \| Odry früher Odrau \| Odry früher Odrau \| \| \| \| Odry-Loučky \| \| \| \| 15,027 \| Jakubčovice nad Odrou früher Jogsdorf \| Jakubčovice nad Odrou früher Jogsdorf \| \| \| 17,880 \| Heřmánky früher Klein Hermsdorf \| Heřmánky früher Klein Hermsdorf \| \| \| 20,855 \| Klokočov früher Groß Klockersdorf \| Klokočov früher Groß Klockersdorf \| \| \| \| Čermná \| \| \| \| 26,579 \| Vítkov früher Wigstadtl-Johannisbrunn \| Vítkov früher Wigstadtl-Johannisbrunn \| \| \| 29,975 \| Čermná ve Slezsku früher Tschirm \| Čermná ve Slezsku früher Tschirm \| \| \| 33,889 \| Svatoňovice früher Schwansdorf \| Svatoňovice früher Schwansdorf \| \| \| 39,010 \| Budišov nad Budišovkou früher Bautsch \| Budišov nad Budišovkou früher Bautsch \| \| \| 39,233 \| (Streckenende) \| (Streckenende) \| |                      |                                          |                                          |
| Strecke |                      | von Petrovice u Karviné (vorm. KFNB)     | von Petrovice u Karviné (vorm. KFNB)     |
| Abzweig geradeaus und von rechts |                      | von Fulnek (vorm. KFNB)                  | von Fulnek (vorm. KFNB)                  |
| Abzweig geradeaus und von links |                      | von Nový Jičín (vorm. Neutitscheiner LB) | von Nový Jičín (vorm. Neutitscheiner LB) |
| Bahnhof | -0,016               | Suchdol nad Odrou früher Zauchtel        | Suchdol nad Odrou früher Zauchtel        |
| Abzweig geradeaus und nach links |                      | nach Břeclav (vorm. KFNB)                | nach Břeclav (vorm. KFNB)                |
| Haltepunkt / Haltestelle | 5,039                | Mankovice früher Mankendorf              | Mankovice früher Mankendorf              |
| Strecke mit Straßenbrücke |                      | Dálnice D1                               | Dálnice D1                               |
| Bahnhof | 10,283               | Odry früher Odrau                        | Odry früher Odrau                        |
| Haltepunkt / Haltestelle |                      | Odry-Loučky                              | Odry-Loučky                              |
| Haltepunkt / Haltestelle | 15,027               | Jakubčovice nad Odrou früher Jogsdorf    | Jakubčovice nad Odrou früher Jogsdorf    |
| Bahnhof | 17,880               | Heřmánky früher Klein Hermsdorf          | Heřmánky früher Klein Hermsdorf          |
| Haltepunkt / Haltestelle | 20,855               | Klokočov früher Groß Klockersdorf        | Klokočov früher Groß Klockersdorf        |
| Brücke über Wasserlauf |                      | Čermná                                   | Čermná                                   |
| Bahnhof | 26,579               | Vítkov früher Wigstadtl-Johannisbrunn    | Vítkov früher Wigstadtl-Johannisbrunn    |
| Haltepunkt / Haltestelle | 29,975               | Čermná ve Slezsku früher Tschirm         | Čermná ve Slezsku früher Tschirm         |
| Bahnhof | 33,889               | Svatoňovice früher Schwansdorf           | Svatoňovice früher Schwansdorf           |
| Bahnhof | 39,010               | Budišov nad Budišovkou früher Bautsch    | Budišov nad Budišovkou früher Bautsch    |
| | 39,233               | (Streckenende)                           | (Streckenende)                           |

Die Bahnstrecke Suchdol nad Odrou–Budišov nad Budišovkou ist eine regionale Eisenbahnverbindung in Tschechien, die ursprünglich von der k.k. priv. Kaiser Ferdinands-Nordbahn (KFNB) als Lokalbahn Zauchtel–Bautsch erbaut und betrieben wurde. Sie zweigt in Suchdol nad Odrou (Zauchtel) von der Bahnstrecke Břeclav–Petrovice u Karviné ab und führt in den Oderbergen über Odry (Odrau) und Vítkov (Wigstadtl) nach Budišov nad Budišovkou (Bautsch).
Nach einem Erlass der tschechischen Regierung ist die Strecke seit dem 20. Dezember 1995 als regionale Bahn („regionální dráha“) klassifiziert.

## Geschichte
Die Konzession für die Lokalbahn Zauchtel–Bautsch erhielt die KFNB am 16. April 1890 gemeinsam mit den Strecken Zauchtel–Fulnek und Troppau–Bennisch. Teil der Konzession war die Verpflichtung, das Detailprojekt innerhalb von sechs Monaten zur Genehmigung einzureichen und den Bau nach Erhalt der Baubewilligung sofort zu beginnen und binnen einem und einem halben Jahr fertigzustellen. Ausgestellt war die Konzession bis zum 31. Dezember 1975. Eröffnet wurde die Strecke am 15. Oktober 1891. Den Betrieb führte die KFNB selbst aus.

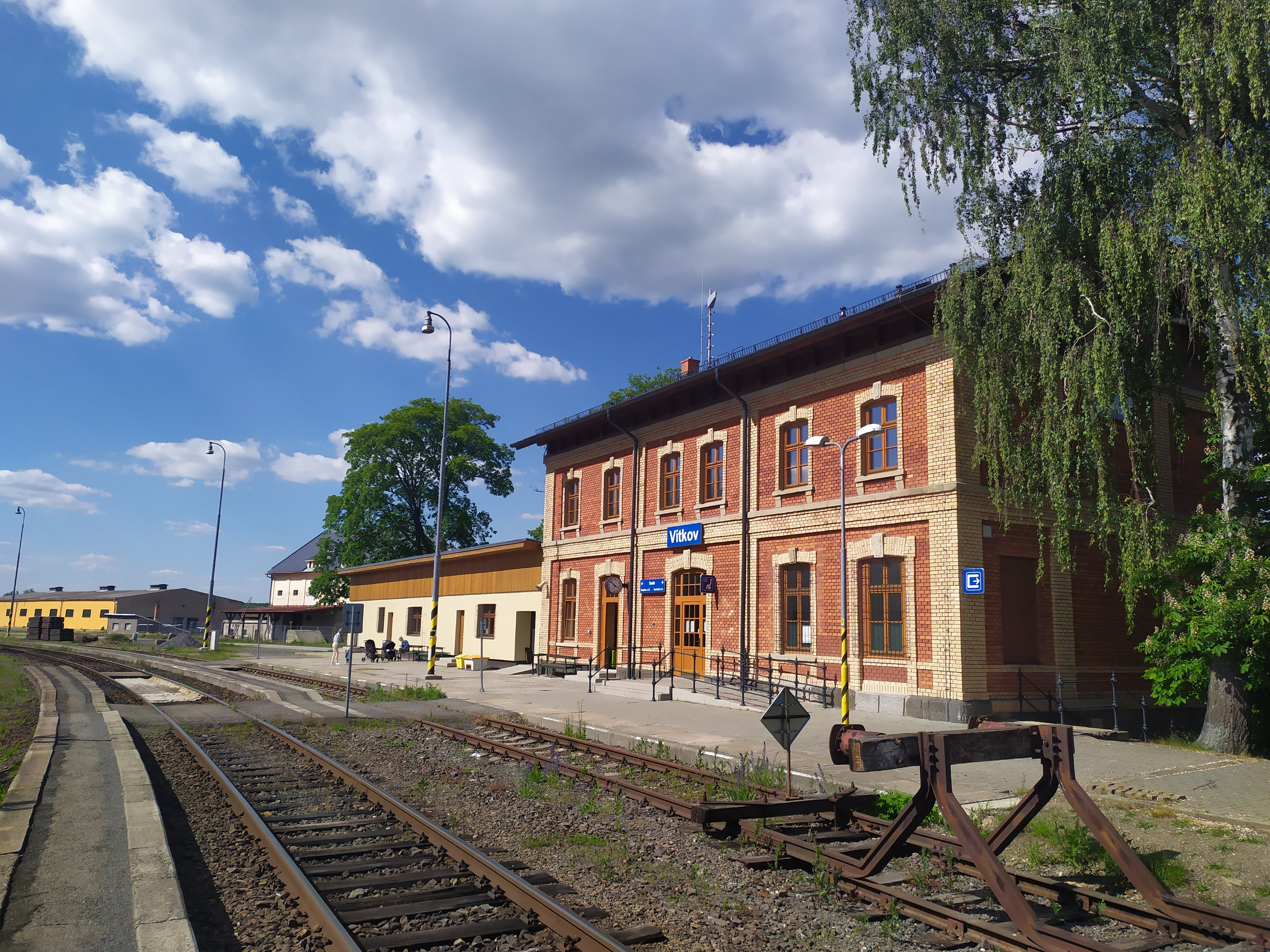
Bahnhof Vítkov (2020)

Nach der Verstaatlichung der KFNB am 1. Jänner 1906 gehörte die Strecke zum Netz der k.k. Staatsbahnen (kkStB). Ab 1. Jänner 1907 übernahmen die kkStB auch die Betriebsführung. Im Jahr 1912 wies der Fahrplan der Lokalbahn vier gemischte Zugpaare 2. und 3. Klasse aus. Sie benötigten für die 40 Kilometer lange Strecke bergwärts über 2,5 Stunden.
Nach dem Ersten Weltkrieg kam die Strecke zu den neu gegründeten Tschechoslowakischen Staatsbahnen (ČSD). Der Winterfahrplan von 1937/38 verzeichnete vier tägliche Personenzugpaare 3. Klasse, ein weiteres von und nach Odrau verkehrte nur sonntags.
Nach der Angliederung des Sudetenlandes an Deutschland im Herbst 1938 kam die Strecke zur Deutschen Reichsbahn, Reichsbahndirektion Oppeln. Im Reichskursbuch war die Verbindung nun als Kursbuchstrecke 151j Zauchtel–Bautsch enthalten. Nach dem Ende des Zweiten Weltkriegs kam die Strecke wieder vollständig zu den ČSD.
Am 1. Januar 1993 ging die Strecke im Zuge der Dismembration der Tschechoslowakei an die neu gegründeten České dráhy (ČD) über. Seit 2003 gehört sie zum Netz des staatlichen Infrastrukturbetreibers Správa železniční dopravní cesty (SŽDC), heute: Správa železnic.
Im Fahrplan 2012 wurde die Strecke täglich im angenäherten Zweistundentakt von Personenzügen bedient.
In den Jahren 2025 und 2026 plant die staatliche Infrastrukturverwaltung eine umfassende Erneuerung der Strecke. Geplant ist der Einbau eines neuen, lückenlos verschweißten Gleises sowie die Instandsetzung der Brücken, Durchlässe, Stützmauern und Wegübergänge. Die Kosten werden auf etwa 40 Millionen Kronen beziffert. Im Jahr 2026 soll zudem in Budišov nad Budišovkou eine Ladestation für Akkumulatortriebwagen errichtet werden.

## Fahrzeugeinsatz

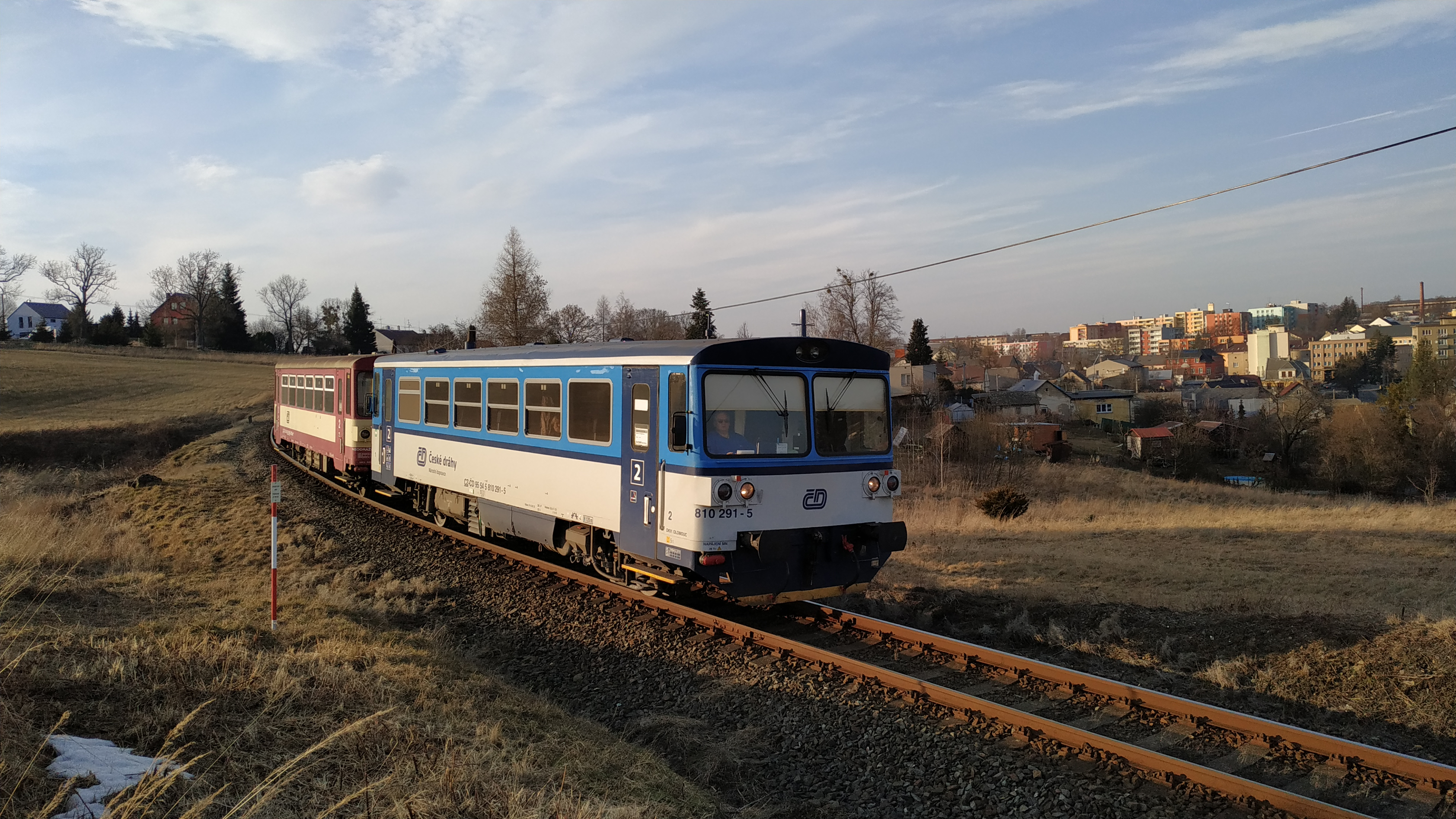
Triebwagen der Reihe 810 (bei Vítkov; 2019)

Derzeit wird der Betrieb mit den Dieseltriebwagen der Baureihe 810 abgewickelt. Ab 2026 ist der Einsatz von Akkumulatortriebwagen des Typs RegioPanter vorgesehen.